# Whiskey irlandês
O Whiskey irlandês (em irlandês:  Fuisce ou uisce beatha) é um whiskey produzido na ilha da Irlanda . A palavra "whiskey" (ou uísque) vem do irlandês (ou "gaélico") uisce beatha, significando água da vida .
O whiskey irlandês já foi a bebida espirituosa mais popular do mundo, embora um longo período de declínio a partir do final do século XIX tenha prejudicado bastante a indústria. Embora existissem na Irlanda  mais de 30 destilarias na década de 1890, um século depois, esse número havia caído para apenas três. O whiskey irlandês tem ganho  popularidade desde o final do século XX, e tem sido a bebida espirituosa que mais cresce no mundo desde 1990. Com as exportações a crescerem acima de 15% ao ano, as destilarias existentes foram ampliadas e várias novas destilarias foram construídas. Em junho de 2019, a Irlanda possui  já 25 destilarias em operação, com outras 24 planeadas ou em desenvolvimento, no entanto, muitos delas não estão em em actividade há tempo suficiente para produzir whiskey com o envelhecimento suficiente para venda, e apenas um delas estava em funcionamento antes de 1975.

## História
O whiskey irlandês foi uma das primeiras bebidas destiladas da Europa, surgindo por volta do século XII. Acredita-se que os monges irlandeses tenham trazido a técnica de destilação para a Irlanda depois das suas viagens pelos países mediterrânicos cerca de 1000 AD. Os irlandeses modificaram esta técnica para a obtenção de uma bebida espirituosa bebível. Embora chamado "whiskey", a bebida espirituosa produzida durante esse período seria diferente do whiskey actual, pois não teria envelhecido suficientemente e era aromatizado com ervas aromáticas, como hortelã, tomilho ou anis. O Irish Mist, um licor de whiskey lançado em 1963, é supostamente baseado nessa receita.

## Processo

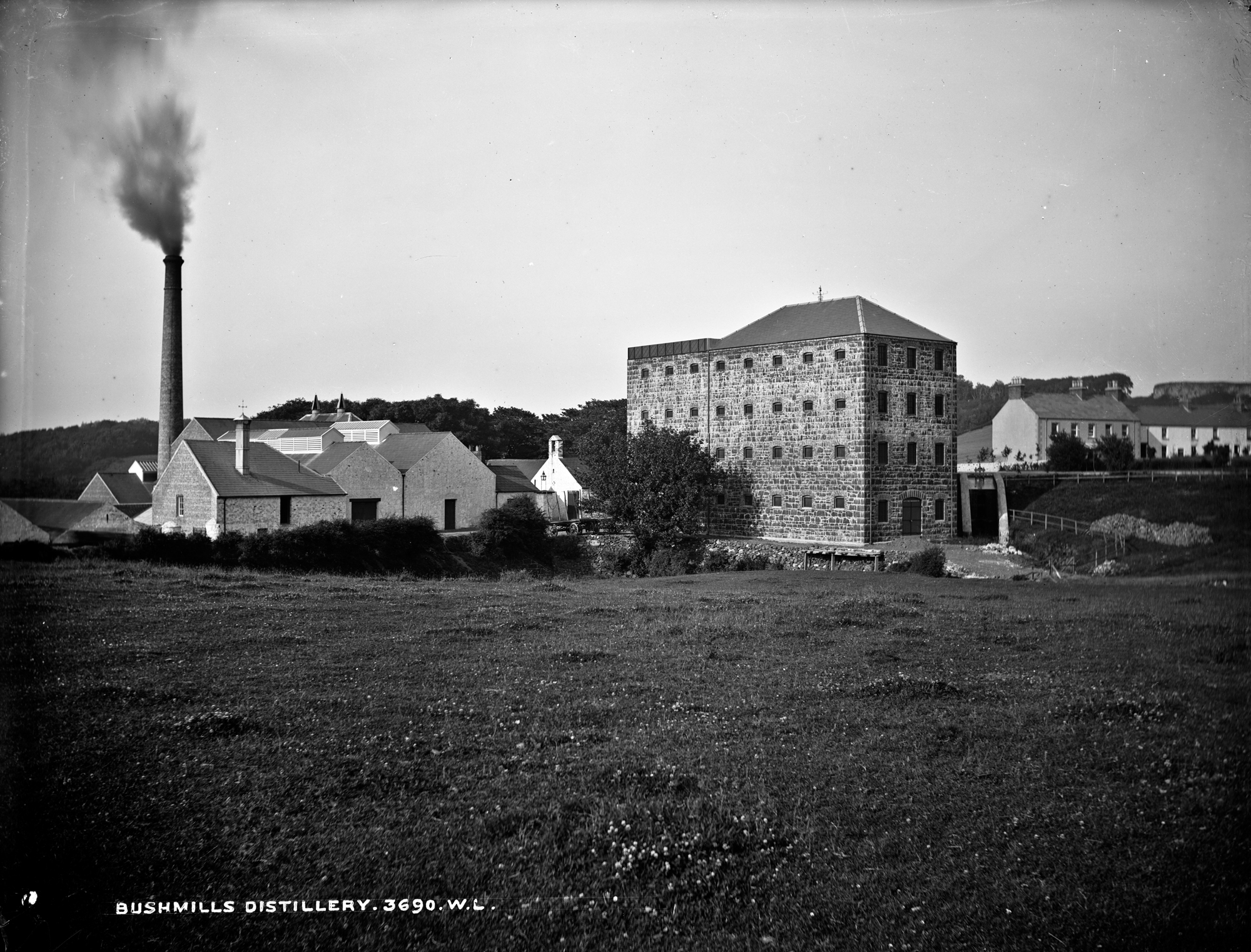
A destilaria de Bushmills, no Condado de Antrim, afirma ser a mais antiga do mundo

O whiskey irlandês tem um acabamento suave em contraste com os aromas fumados e a terra comuns ao whisky escocês, devido ao processo de turfagem deste último. A turfa raramente é usada no processo de maltagem. Além do whisky escocês, outras excepções são o whyskey turfado de malte irlandês Connemara (dupla destilação) da Destilaria Cooley em Riverstown, no condado de Louth; O whiskey Pearse da destilaria Pearse Lyons em Dublin e o whiskey ainda não lançado da Destilaria Waterford.

## Regulamentos e rotulagem

### Definição legal
O uísque irlandês é uma indicação geográfica europeia (IG), protegida nos termos do Regulamento (CE) nº 110/2008. Desde 29 de janeiro de 2016 que a produção, rotulagem e comercialização do whiskey irlandês deve ser verificada pelas autoridades irlandesas em conformidade com o arquivo técnico do Departamento de Agricultura de 2014 para o uísque irlandês.

## Destilarias na Irlanda

### Destilarias atuais
De acordo com a Irish Whisky Association, existiam em junho de 2019, 25 destilarias de whisky em operação na Irlanda.